# Локманова къща
Локмановата къща (на гръцки: Οικία Λοκμάνη) е къща в град Лерин, Гърция, обявена за паметник на културата.

## Местоположение
Къщата е разположена във Вароша, на десния бряг на река Сакулева, на булевард „Елевтерия“, до Довевата къща.

## История
Къщата е построена около 1874 година от Георги Локманов, търговец на зърно, който поддържа мелници за брашно на входа на града и седем склада в същия район, наети от петролната компания „Стандард“.

## Архитектура
Сградата е в традиционен стил. Залепена е за съседните две къщи, като дворът е разположен в задната част на парцела. Входът е на партера откъм улицата. Типологията на резиденцията, която е разработена на два етажа, се характеризира с разположението на трите стаи в Γ-образна форма, където е включено и стълбището, свързващо нивата. Фасадата изглежда симетрично организирана по отношение на централната ос, която е маркирана от дървената псевдоколона в центъра на фасадата и изглежда спира във въображаемата основа на триъгълния краен фронтон, докато три двойки прозорци са организирани отляво и отдясно. Подобни фалшиви стълбове ограничават фасадата, докато хоризонтални дървени рамки разделят подовете. Дървени рамки украсяват отворите, допълвайки неокласическата морфология на фасадата.